# Impulsmoment van licht
Het impulsmoment van licht is een vectorgrootheid die de hoeveelheid dynamische rotatie uitdrukt die aanwezig is in het elektromagnetische veld van het licht. Terwijl hij ongeveer in een rechte lijn beweegt, kan een lichtstraal ook rond zijn eigen as roteren (of draaien). Deze rotatie, hoewel niet zichtbaar voor het blote oog, kan worden aangetoond als er interactie van de lichtstraal met materie is.
Er zijn twee verschillende manieren waarop een lichtstraal kan roteren, de ene heeft te maken met polarisatie en de andere met de vorm van het golffront. Deze twee vormen van rotatie produceren twee verschillende vormen van impulsmoment: resp. lichtspinimpulsmoment (SAM) en licht orbitaal impulsmoment (OAM).
Het totale impulsmoment van licht (of van het elektromagnetische veld) en materie blijft in de tijd constant.

## Inleiding
Licht, of meer in het algemeen een elektromagnetische golf, bezit niet alleen energie maar ook impuls, wat een karakteristieke eigenschap is van alle objecten in translatiebeweging. Het bestaan van deze impuls wordt duidelijk in het verschijnsel stralingsdruk, waarbij een lichtstraal zijn impuls overbrengt op een absorberend of verstrooiend voorwerp, wat resulteert in een mechanische druk.
Licht kan ook een draaimoment hebben, wat een eigenschap is van alle ronddraaiende voorwerpen. Een lichtstraal kan bijvoorbeeld rond zijn eigen as roteren terwijl hij zich naar voren voortplant. Het bestaan ook van dit draaimoment kan aangetoond worden door het over te brengen op kleine absorberende of verstrooiende deeltjes, die dan dus onderhevig zijn aan een optisch koppel.
Men kan men twee vormen van rotatie onderscheiden, de eerste heeft te maken met de rotatie van de elektrische en magnetische velden rondom de voortplantingsrichting, en de tweede met de rotatie van lichtstralen rond de as van de hoofdbundel. Deze twee rotaties worden geassocieerd met twee vormen van impulsmoment, namelijk SAM en OAM. Dit onderscheid vervaagt echter voor sterk gefocuste of divergerende bundels, en in het algemeen kan alleen het totale impulsmoment van een lichtveld worden gedefinieerd. Een belangrijk grensgeval waarin dit onderscheid duidelijk en ondubbelzinnig is, is dat van een paraxiale lichtbundel, dat wil zeggen een goed gecollimeerde bundel waarin alle lichtstralen (of, meer precies, alle Fourier -componenten van het optische veld ) alleen kleine hoeken met de bundelas maken.
Voor zo'n bundel is SAM uitsluitend gerelateerd aan de optische polarisatie, en in het bijzonder aan de zogenaamde circulaire polarisatie. OAM houdt verband met de ruimtelijke veldverdeling, en in het bijzonder met de spiraalvorm van het golffront.
Als de oorsprong zich buiten de bundelas bevindt is er nog een derde impulsmomentbijdrage die wordt verkregen als het kruisproduct van de bundelpositie en het totale momentum. Deze derde term wordt ook wel orbitaal genoemd, omdat deze afhangt van de ruimtelijke verdeling van het veld. Omdat de waarde afhankelijk is van de keuze van de oorsprong, wordt het extern baanimpulsmoment genoemd in tegenstelling tot de interne OAM die zich voordoet in spiraalvormige bundels.

## Uitdrukkingen voor het impulsmoment van licht
Een uitdrukking voor het totale impulsmoment van een elektromagnetisch veld die veel wordt gebruikt is de volgende, waarin geen onderscheid wordt gemaakt tussen de twee vormen van rotatie:{\displaystyle \mathbf {J} =\varepsilon _{0}\int \mathbf {r} \times \left(\mathbf {E} \times \mathbf {B} \right)d^{3}\mathbf {r} ,}waar {\displaystyle \mathbf {E} } en {\displaystyle \mathbf {B} } zijn respectievelijk de elektrische en magnetische velden, {\displaystyle \epsilon _{0}} is de vacuüm permittiviteit als we SI-eenheden gebruiken.
Een andere uitdrukking van het impulsmoment komt voor uit de de stelling van Noether, waarin er twee afzonderlijke termen zitten die kunnen worden geassocieerd met SAM ( {\displaystyle \mathbf {S} } ) en OAM ( {\displaystyle \mathbf {L} } ):{\displaystyle \mathbf {J} =\varepsilon _{0}\int \left(\mathbf {E} \times \mathbf {A} \right)d^{3}\mathbf {r} +\varepsilon _{0}\sum _{i=x,y,z}\int \left(E^{i}\left(\mathbf {r} \times {\boldsymbol {\nabla }}\right)A^{i}\right)d^{3}\mathbf {r} =\mathbf {S} +\mathbf {L} ,}hier in is {\displaystyle \mathbf {A} } is de vectorpotentiaal van het magnetische veld, en de symbolen met i -superscript geven de cartesische componenten van de overeenkomstige vectoren aan.
Het kan worden bewezen dat deze twee uitdrukkingen gelijkwaardig zijn voor elk elektromagnetisch veld dat snel genoeg verdwijnt uit een afgebakend gebied. De twee termen in de tweede uitdrukking zijn echter fysiek dubbelzinnig, aangezien ze niet ijkinvariant zijn. Een ijkinvariante versie kan worden verkregen door de vectorpotentiaal A en het elektrische veld E te vervangen door hun "dwars"component {\displaystyle \mathbf {A} _{\perp }} en {\displaystyle \mathbf {E} _{\perp }}, waardoor de volgende uitdrukking wordt verkregen:{\displaystyle \mathbf {J} _{\perp }=\varepsilon _{0}\int \left(\mathbf {E} _{\perp }\times \mathbf {A} _{\perp }\right)d^{3}\mathbf {r} +\varepsilon _{0}\sum _{i=x,y}\int \left({E^{i}}_{\perp }\left(\mathbf {r} \times {\boldsymbol {\nabla }}\right)A_{\perp }^{i}\right)d^{3}\mathbf {r} .}Deze stap moet nog als juist bewezen worden. Deze  uitdrukking heeft nog meer problemen, omdat kan worden aangetoond dat de twee termen geen echte impulsmomenten zijn, omdat ze niet voldoen aan de juiste kwantumcommutatieregels. Hun som, dat is het totale impulsmoment, doet dat wel. 
Een equivalente maar eenvoudigere uitdrukking voor een monochromatische golf van frequentie ω, met behulp van de complexe notatie voor de velden, is de volgende:{\displaystyle \mathbf {J} ={\frac {\varepsilon _{0}}{2i\omega }}\int \left(\mathbf {E} ^{\ast }\times \mathbf {E} \right)d^{3}\mathbf {r} +{\frac {\varepsilon _{0}}{2i\omega }}\sum _{i=x,y,z}\int \left({E^{i}}^{\ast }\left(\mathbf {r} \times {\boldsymbol {\nabla }}\right)E^{i}\right)d^{3}\mathbf {r} .}Laten we nu de paraxiale limiet beschouwen, waarbij we de bundelas laten samen vallen met de z-as van het coördinatensysteem. Binnen deze limiet is de enige significante component van het impulsmoment die van z, dat wil zeggen het impulsmoment van de lichtstraalrotatie rond deze eigen as, terwijl de andere twee componenten verwaarloosbaar zijn.{\displaystyle \mathbf {J} \approx {\frac {{\hat {z}}\epsilon _{0}}{2\omega }}\int \left(\left|E_{\text{L}}\right|^{2}-\left|E_{\text{R}}\right|^{2}\right)d^{3}\mathbf {r} +{\frac {{\hat {z}}\varepsilon _{0}}{2i\omega }}\int \sum _{i=x,y,z}\left({E^{i}}^{\ast }{\frac {\partial }{\partial \phi }}E^{i}\right)d^{3}\mathbf {r} .}waar {\displaystyle E_{\text{L}}} en {\displaystyle E_{\text{R}}} duiden respectievelijk de linker en rechter circulaire polarisatiecomponenten aan.

## Uitwisseling van spin en baanimpulsmoment met materie

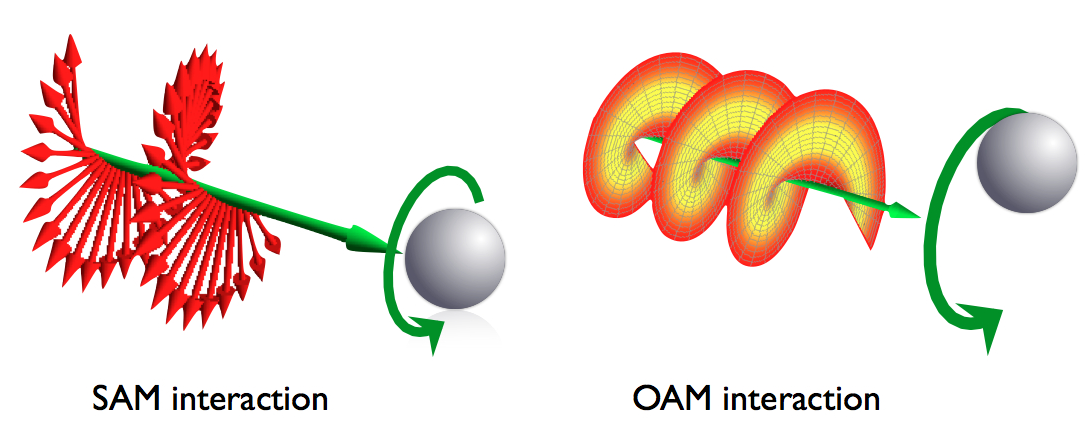
Spin en baanimpulsmoment hebben interactie met materie

Wanneer een lichtstraal met een draaiimpulsmoment dat niet gelijk is aan nul een absorberend deeltje raakt, kan dat deeltje een draaiende beweging krijgen. Dit gebeurt zowel bij SAM als bij OAM. Als het deeltje zich echter niet in het midden van de bundel bevindt, zullen ze twee verschillende rotaties veroorzaken. SAM zal leiden het tollen van het deeltje rond zijn eigen middelpunt, terwijl OAM het deeltje zal laten draaien rondom de bundelas. Deze verschijnselen zijn schematisch weergegeven in de figuur.
In een doorzichtig medium, in de paraaxiale limiet, wordt de optische SAM voornamelijk uitgewisseld met anisotrope systemen, bijvoorbeeld dubbelbrekende kristallen. Dunne platen dubbelbrekende kristallen worden veel gebruikt om de lichtpolarisatie te manipuleren. Telkens wanneer iets aan de polarisatie-ellipticiteit wordt gewijzigd is er een uitwisseling van SAM tussen licht en het kristal. Als het kristal vrij kan draaien, zal het dat doen. Zo niet dan wordt de SAM uiteindelijk overgedragen aan de houder en aan de aarde.

### Spiraalvormige faseplaat (SPP)

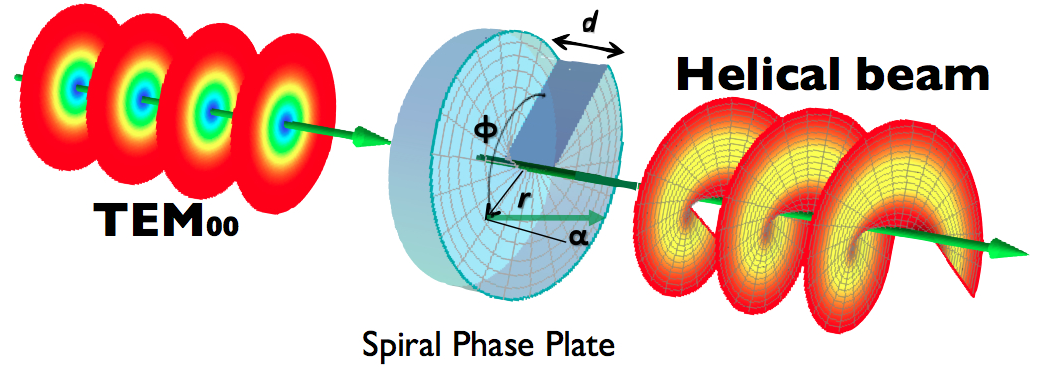
Schematische voorstelling van het genereren van licht baanimpulsmoment met spiraalvormige faseplaat.

In de paraxiale limiet kan de OAM van een lichtbundel worden uitgewisseld met media die een transversale ruimtelijke inhomogeniteit hebben. Een lichtstraal kan bijvoorbeeld OAM verkrijgen door een spiraalvormige faseplaat te kruisen met een variabele dikte (zie afbeelding).

### Hooivork-hologram

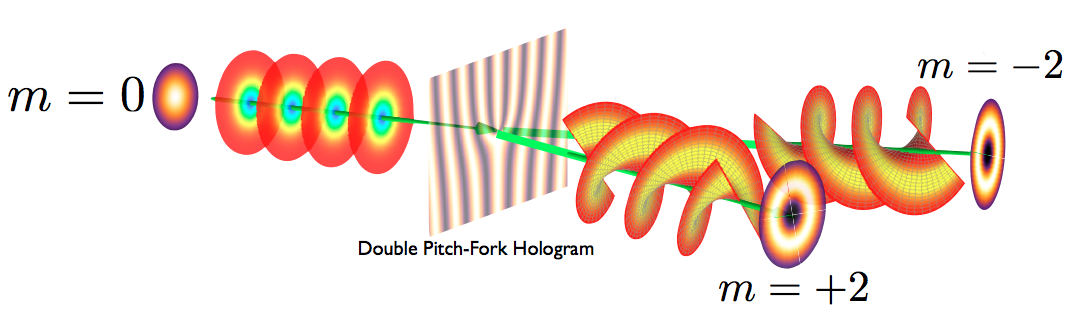
Schematische weergave van het genereren van orbitaal impulsmoment van licht in een Gauss-bundel.

Een handiger manier om OAM te genereren is met breking aan een vorkachtig of hooivorkhologram (zie afbeelding). Zulke hologrammen kunnen ook dynamisch worden gegenereerd onder besturing van een computer met behulp van een ruimtelijke lichtmodulator.

### Q-plaat

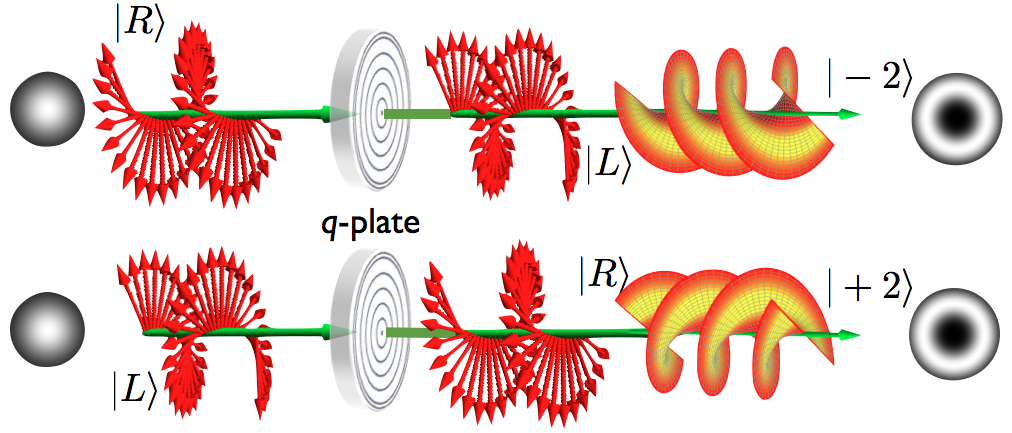
Het q-plate-effect voor linkse en rechtse circulaire polarisaties.

Een andere manier om OAM te genereren is op basis van de SAM-OAM-koppeling die kan optreden in een medium dat zowel anisotroop als inhomogeen is.  De zogenaamde q-plaat is een apparaat dat momenteel wordt ontwikkeld dat gebruik maakt van vloeibare kristallen, polymeren of subgolflengteroosters, dat OAM kan genereren door gebruik te maken van een SAM-"sign-change". Hierbij wordt het OAM-teken aangestuurd door de polarisatie van het ingangssignaal.

### Cilindrische modusconverters

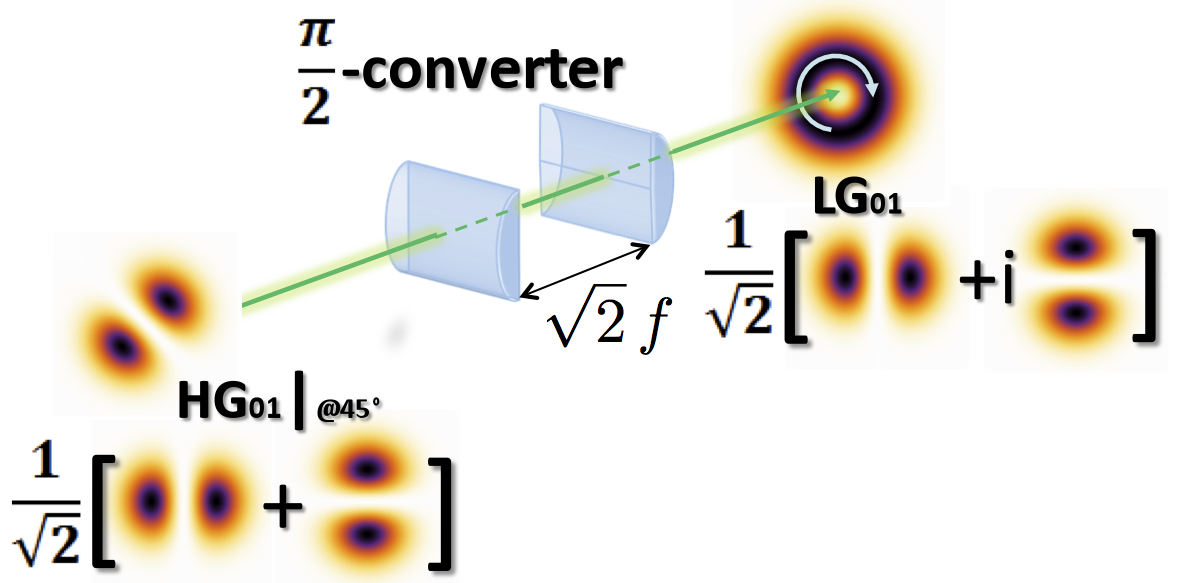
pi/2-cilindrische modusconverter transformeert de HG-modus in een echte LG-modus.

OAM kan ook worden gegenereerd door een Hermite-Gaussiaanse bundel om te zetten in een Laguerre- Gaussiaanse bundel met behulp van een astigmatisch systeem met twee goed uitgelijnde cilindrische lenzen die op een specifieke afstand zijn geplaatst (zie afbeelding) om een goed gedefinieerde relatieve fase te introduceren tussen horizontale en verticale Hermite-Gaussiaanse stralen.

## Mogelijke toepassingen van het baanimpulsmoment van licht
De toepassingen van het spinimpulsmoment van licht zijn dezelfde als de vele toepassingen van lichtpolarisatie en zullen hier niet worden opgesomt. De mogelijke toepassingen van het baanimpulsmoment van licht zijn momenteel onderwerp van onderzoek. Met name de volgende toepassingen zijn al aangetoond in onderzoekslaboratoria, hoewel ze nog niet het stadium van commercieele toepassing hebben bereikt:
1. Manipulatie van deeltjes of deeltjesaggregaten in optische pincetten[16]
2. Informatiecodering met hoge bandbreedte in optische communicatie in de vrije ruimte[17]
3. Hoger-dimensionale kwantuminformatiecodering, voor mogelijke toekomstige kwantumcryptografie of kwantumberekeningstoepassingen[18][19][20]
4. Gevoelige optische detectie[21]

## Verder lezen
- Allen, L. (2003). Optical Angular Momentum. Institute of Physics, Bristol. ISBN 978-0-7503-0901-1.
- Torres, Juan P. (2011). Twisted Photons: Applications of Light with Orbital Angular Momentum. Wiley-VCH, Bristol. ISBN 978-3-527-40907-5.
- Andrews, David L. (2012). The Angular Momentum of Light. Cambridge University Press, Cambridge, pp. 448. ISBN 978-1-107-00634-8.